# Glerárdalshnúkur
Glerárdalshnúkur är en bergstopp i republiken Island. Den ligger i regionen Norðurland eystra, 230 km nordost om huvudstaden Reykjavík. Toppen på Glerárdalshnúkur är 1 338 meter över havet.
Runt Glerárdalshnúkur är det ganska tätbefolkat, med 60 invånare per kvadratkilometer. Närmaste större samhälle är Akureyri, omkring 18 kilometer nordost om Glerárdalshnúkur. Trakten runt Glerárdalshnúkur består i huvudsak av gräsmarker.